# 奧利弗·萊恩斯
奧利弗·萊恩斯（英語：Oliver Lines，1995年6月16日—），是英格蘭職業司諾克選手，在里茲的北方司諾克中心練習。他是前職業司諾克選手彼得·萊恩斯的兒子。他的最佳成績是在2024年英國公開賽打入準決賽。

## 外部連結
- Oliver Lines at snooker.org